# Медфорд (Масачусетс)
Медфорд (енгл. Medford) град је у америчкој савезној држави Масачусетс. По попису становништва из 2020. у њему је живело 59.659 становника.

## Демографија
Према попису становништва из 2010. у граду је живело 56.173 становника, што је 408 (0,7%) становника више него 2000. године.
| Група             | 2000.          | 2010.          |
| Белци             | 47.403 (85,0%) | 42.789 (76,2%) |
| Афроамериканци    | 3.401 (6,1%)   | 4.939 (8,8%)   |
| Азијати           | 2.157 (3,9%)   | 3.865 (6,9%)   |
| Хиспаноамериканци | 1.443 (2,6%)   | 2.447 (4,4%)   |
| Укупно            | 55.765         | 56.173         |